# Krupanj
Krupanj (en serbio: Крупањ) es un municipio y villa de Serbia perteneciente al distrito de Mačva del oeste del país.
En 2011 tiene 17 295 habitantes, de los cuales 4429 viven en la villa y el resto en las 22 pedanías del municipio. La mayoría de la población se compone étnicamente de serbios (16 629 habitantes), existiendo minorías de eslavos musulmanes (167 habitantes) y gitanos (133 habitantes).
Se ubica unos 20 km al sur de Loznica.

## Pedanías
Junto con Krupanj, pertenecen al municipio las siguientes pedanías:
- Banjevac
- Bela Crkva
- Bogoštica
- Brezovice
- Brštica
- Cerova
- Cvetulja
- Dvorska
- Kostajnik
- Krasava
- Kržava
- Likodra
- Lipenović
- Mojković
- Planina
- Ravnaja
- Šljivova
- Stave
- Tolisavac
- Tomanj
- Vrbić
- Zavlaka